# Campeonato Mundial de Halterofilismo de 2010 - Até 56 kg masculino
A categoria até 56 kg masculino foi um evento do Campeonato Mundial de Halterofilismo de 2010, disputado no Centro de Exposição de Antália, em Antália, na Turquia, entre 17 e 18 de setembro de 2010.

## Calendário
Horário local (UTC+3)
| Dia            | Horário | Fase    |
| -------------- | ------- | ------- |
| 17 de setembro | 14:00   | Grupo C |
| 18 de setembro | 11:30   | Grupo B |
| 18 de setembro | 18:00   | Grupo A |

## Medalhistas
| Prova     | Ouro                | Ouro   | Prata               | Prata  | Bronze              | Bronze |
| --------- | ------------------- | ------ | ------------------- | ------ | ------------------- | ------ |
| Arranque  | Wu Jingbiao (CHN)   | 132 kg | Cha Kum-chol (PRK)  | 130 kg | Long Qingquan (CHN) | 127 kg |
| Arremesso | Long Qingquan (CHN) | 161 kg | Wu Jingbiao (CHN)   | 160 kg | Carlos Berna (COL)  | 152 kg |
| Total     | Wu Jingbiao (CHN)   | 292 kg | Long Qingquan (CHN) | 288 kg | Cha Kum-chol (PRK)  | 280 kg |

## Recordes
Antes desta competição, os recordes mundiais da categoria eram os seguintes:
| Recorde         | Tipo      | Atleta            | Peso   | Local   | Data                   |
| --------------- | --------- | ----------------- | ------ | ------- | ---------------------- |
| Recorde mundial | Arranque  | Halil Mutlu (TUR) | 138 kg | Antália | 4 de novembro de 2001  |
| Recorde mundial | Arremesso | Halil Mutlu (TUR) | 168 kg | Trenčín | 24 de abril de 2001    |
| Recorde mundial | Total     | Halil Mutlu (TUR) | 305 kg | Sydney  | 16 de setembro de 2000 |

## Resultados
Os resultados foram os seguintes:
| Pos.              | Atleta                     | Grupo | Peso (kg) | Arranque (kg) | Arranque (kg) | Arranque (kg) | Arranque (kg)     | Arremesso (kg) | Arremesso (kg) | Arremesso (kg) | Arremesso (kg)    | Total (kg) |
| Pos.              | Atleta                     | Grupo | Peso (kg) | 1             | 2             | 3             | Pos.              | 1              | 2              | 3              | Pos.              | Total (kg) |
| ----------------- | -------------------------- | ----- | --------- | ------------- | ------------- | ------------- | ----------------- | -------------- | -------------- | -------------- | ----------------- | ---------- |
| Medalha de ouro   | Wu Jingbiao (CHN)          | A     | 55,61     | 128           | 132           | 135           | Medalha de ouro   | 153            | 157            | 160            | Medalha de prata  | 292        |
| Medalha de prata  | Long Qingquan (CHN)        | A     | 55,64     | 127           | 127           | 127           | Medalha de bronze | 154            | 161            | 166            | Medalha de ouro   | 288        |
| Medalha de bronze | Cha Kum-chol (PRK)         | A     | 55,87     | 123           | 127           | 130           | Medalha de prata  | 145            | 150            | 154            | 4                 | 280        |
| 4                 | Ruslan Makarov (UZB)       | A     | 55,93     | 117           | 120           | 124           | 6                 | 145            | 149            | 154            | 5                 | 269        |
| 5                 | Khalil El-Maaoui (TUN)     | A     | 55,87     | 124           | 127           | 131           | 4                 | 140            | 145            | 146            | 12                | 267        |
| 6                 | Carlos Hernández (CUB)     | A     | 55,86     | 110           | 115           | 118           | 7                 | 142            | 146            | 150            | 8                 | 264        |
| 7                 | Carlos Berna (COL)         | B     | 55,88     | 106           | 110           | 112           | 14                | 142            | 147            | 152            | Medalha de bronze | 264        |
| 8                 | Jadi Setiadi (INA)         | B     | 55,19     | 115           | 121           | ---           | 5                 | 135            | 142            | 142            | 10                | 263        |
| 9                 | Yasmani Romero (CUB)       | A     | 55,93     | 110           | 115           | 118           | 11                | 140            | 146            | 146            | 9                 | 261        |
| 10                | Habib de las Salas (COL)   | B     | 55,89     | 110           | 113           | 113           | 19                | 138            | 142            | 147            | 6                 | 257        |
| 11                | Bekzat Osmonaliev (KGZ)    | B     | 55,96     | 115           | 118           | 118           | 12                | 131            | 136            | 141            | 11                | 256        |
| 12                | Tom Goegebuer (BEL)        | B     | 55,83     | 111           | 114           | 116           | 13                | 133            | 137            | 139            | 14                | 253        |
| 13                | Masaharu Yamada (JPN)      | B     | 55,83     | 103           | 106           | 106           | 20                | 142            | 142            | 146            | 7                 | 252        |
| 14                | Sumariyanto (INA)          | B     | 55,51     | 110           | 115           | 116           | 8                 | 135            | 142            | 145            | 17                | 251        |
| 15                | Julio Salamanca (ESA)      | B     | 56,00     | 108           | 112           | 114           | 16                | 138            | 141            | 141            | 15                | 250        |
| 16                | Omarguly Handurdyýew (TKM) | B     | 55,90     | 105           | 109           | 112           | 15                | 130            | 136            | 140            | 16                | 248        |
| 17                | Ghenadie Dudoglo (MDA)     | A     | 55,82     | 115           | 115           | 115           | 10                | 132            | 136            | 136            | 18                | 247        |
| 18                | Gökhan Kılıç (TUR)         | B     | 55,87     | 112           | 116           | 116           | 9                 | 130            | 135            | 137            | 19                | 246        |
| 19                | Marvin López (ESA)         | B     | 55,87     | 105           | 105           | 108           | 23                | 135            | 140            | 142            | 13                | 245        |
| 20                | Javier Guirado (ESP)       | C     | 55,52     | 103           | 107           | 110           | 17                | 122            | 126            | 128            | 22                | 238        |
| 21                | Josué Brachi (ESP)         | C     | 55,82     | 102           | 105           | 109           | 22                | 122            | 126            | 129            | 21                | 234        |
| 22                | Vito Dellino (ITA)         | B     | 55,89     | 101           | 105           | 105           | 25                | 130            | 130            | 130            | 20                | 231        |
| 23                | Izzat Artykov (KGZ)        | C     | 55,85     | 92            | 96            | 100           | 26                | 120            | 125            | 125            | 25                | 225        |
| 24                | Elmar Aliyev (AZE)         | C     | 55,49     | 95            | 95            | 95            | 30                | 120            | 127            | 132            | 23                | 222        |
| 25                | Sylvain Andrieux (FRA)     | C     | 55,72     | 96            | 100           | 100           | 27                | 120            | 125            | 129            | 24                | 221        |
| 26                | Manueli Tulo (FIJ)         | C     | 56,00     | 95            | 100           | 100           | 32                | 125            | 125            | 129            | 26                | 220        |
| 27                | Romario Avdiraj (ALB)      | C     | 55,87     | 90            | 95            | 95            | 31                | 110            | 115            | 120            | 28                | 215        |
| ---               | Igor Grabucea (MDA)        | B     | 55,83     | 110           | 110           | 113           | 18                | 130            | 130            | 130            | ---               | ---        |
| ---               | Tanasak Pan-em (THA)       | C     | 55,43     | 105           | 110           | ---           | 21                | ---            | ---            | ---            | ---               | ---        |
| ---               | Yoichi Itokazu (JPN)       | B     | 55,83     | 104           | 104           | 107           | 24                | 135            | 135            | 135            | ---               | ---        |
| ---               | Gergely Soóky (HUN)        | C     | 55,91     | 92            | 96            | 99            | 28                | 118            | 118            | 118            | ---               | ---        |
| ---               | Róbert Ádám (HUN)          | C     | 55,36     | 92            | 95            | 95            | 29                | 118            | 118            | 118            | ---               | ---        |
| ---               | Michal Beláň (SVK)         | C     | 55,68     | 96            | 96            | 97            | ---               | 115            | 118            | 121            | 27                | ---        |
| ---               | Karrar Mohammed (IRQ)      | C     | 55,98     | 100           | 100           | 106           | ---               | 125            | 130            | 130            | ---               | ---        |
| ---               | Sadiq Al-Hubail (KSA)      | C     | 56,00     | 102           | 102           | 107           | ---               | 123            | 123            | 129            | ---               | ---        |
| ---               | Mansour Al-Saleem (KSA)    | C     | 50,68     | 105           | 105           | 108           | ---               | 120            | 127            | 127            | ---               | ---        |
| DSQ               | Hoàng Anh Tuấn (VIE)       | A     | 55,73     | 123           | 126           | 127           | ---               | 150            | 154            | 154            | ---               | ---        |